# Ballerstedt
Ballerstedt ist Ortsteil und Ortschaft der kreisangehörigen Hansestadt Osterburg (Altmark) im Landkreis Stendal in Sachsen-Anhalt.

## Geographie

### Lage
Ballerstedt, ein Haufendorf mit Kirche, liegt sieben Kilometer südwestlich von Osterburg und 17 Kilometer nordwestlich von Stendal in der Altmark.
Das flachwellige Gebiet um Ballerstedt wird von zahlreichen Gräben durchzogen, die nach Norden zur Biese entwässern. Nordwestlich des Dorfes liegt das Flurstück Kornwiesen an dessen südlichem Rand noch im Jahre 1873 ein Todleber existierte.

### Ortschaftsgliederung
Zur Ortschaft Ballerstedt gehören die Ortsteile und Dörfer Ballerstedt und Klein Ballerstedt.

## Geschichte

### Mittelalter bis Neuzeit
Ballerstedt taucht 1238 als Ballerstede in marcha totum erstmals in einer Urkunde auf, als Graf Siegfried von Osterburg Dörfer und Besitz in der Altmark, mit denen er vorher vom St. Ludgerikloster Helmstedt belehnt worden war, dem Abt Gerhard von Werden und Helmstedt überschrieb. Im Landbuch der Mark Brandenburg von 1375 wird das Dorf als villa Ballerstede aufgeführt. Weitere Nennungen sind 1405 in dem dorpe to groten Ballerstede, 1472 To groten Balrestede, 1687 Grossen Ballerstedt, 1804 hieß das Dorf Groß Ballerstedt, es gab eine Schmiede und eine Windmühle, die am südlichen Ortsausgang stand, nahe der heutigen Ballerstedter Bahnhofstraße 23.

### Landwirtschaft
1840 begann der Bauer Borchardt in Groß Ballerstedt damit gelbe Lupinen zur Gründüngung (Fruchtbarkeitssteigerung des Bodens) anzubauen. Die guten Versuchsergebnisse setzten sich danach überregional durch.
In der ersten Hälfte des 20. Jahrhunderts hatte die Gemeinde einen Kleinbahnanschluss (Altmärkische Kleinbahn, Strecke Stendal–Arendsee), der hauptsächlich dem Zuckerrüben-Transport nach Goldbeck diente.
Bei der Bodenreform wurden 1945 ermittelt: eine Besitzung über 100 Hektar hatte 110 Hektar, 38 Besitzungen unter 100 Hektar hatten zusammen 728 Hektar und weitere Besitzungen. Enteignet und aufgeteilt wurden zwei Betriebe (Ackerhöfe) mit 237,2 Hektar. 1948 hatten aus der Bodenreform 34 Vollsiedler jeder über 5 Hektar und 26 Kleinsiedler jeder unter 5 Hektar erworben. Im Jahre 1953 entstand die erste Landwirtschaftliche Produktionsgenossenschaft vom Typ III, die LPG „Neues Leben“. Es folgten weitere Gründungen und Zusammenschlüsse. 1974 entstand die Zwischengenossenschaftliche Einrichtung „ZGE Schweinehaltung“, die 1978 der LPG Schweineprodukrton angeschlossen wird und 1992 in die „Agrargenossenschaft eG Ballerstedt“ umgewandelt wurde.
Im Jahre 1953 begann in Ballerstedt die Zucht von Edelschweinen. Die Schweinezüchter bildeten die „Herdbuchzucht Ballerstedt“. Mit dem Eintritt der Züchter in die LPG Typ III „Einigkeit“ Ballerstedt am 1. April 1960 wurden die züchterischen Aktivitäten neu geordnet. Ab 1976 wurde die Zucht der Rasse „Edelschwein der DDR“ zugeordnet. Noch heute betreibt die Agrargenossenschaft Ballerstedt eine Schweinezucht.

### Herkunft des Ortsnamens
Der Name wird vom Personennamen Bald, Baldo, Baldher abgeleitet.

### Vorgeschichte
Südwestlich von Ballerstedt gab es eine Gruppe von drei jungsteinzeitlichen Grabanlagen. Die Sage Die großen Steine bei Ballerstedt berichtet darüber.

### Eingemeindungen
Groß Ballerstedt und Klein Ballerstedt gehörten bis 1807 zum Stendalschen Kreis, danach bis 1813 zum Landkanton Osterburg im Königreich Westphalen, ab 1816 kamen beide Gemeinden in den Kreis Osterburg, den späteren Landkreis Osterburg in der preußischen Provinz Sachsen.
Die selbständigen Landgemeinden Groß Ballerstedt und Klein Ballerstedt wurden am 1. April 1939 zu einer Gemeinde mit dem Namen Ballerstedt zusammengeschlossen. Am 25. Juli 1952 wurde die Gemeinde Ballerstedt in den Kreis Osterburg umgegliedert. Am 1. Juli 1994 kam sie zum heutigen Landkreis Stendal.
Durch einen Gebietsänderungsvertrag beschlossen die Gemeinderäte der Gemeinden Ballerstedt, Düsedau, Erxleben, Flessau, Gladigau, Königsmark, Krevese, Meseberg, Rossau, Walsleben und der Hansestadt Osterburg (Altmark), dass ihre Gemeinden aufgelöst und zu einer neuen Einheitsgemeinde mit dem Namen Hansestadt Osterburg (Altmark) vereinigt werden. Dieser Vertrag wurde vom Landkreis als unterer Kommunalaufsichtsbehörde genehmigt und trat am 1. Juli 2009 in Kraft.
Nach Umsetzung des Gebietsänderungsvertrages der bisher selbstständigen Gemeinde Ballerstedt wurden Ballerstedt und Klein Ballerstedt Ortsteile der neuen Hansestadt Osterburg (Altmark). Für die eingeflossene Gemeinde wurde die Ortschaftsverfassung nach den §§ 86 ff. der Gemeindeordnung Sachsen-Anhalt eingeführt. Die aufgenommene Gemeinde Ballerstedt und künftigen Ortsteile Ballerstedt und Klein Ballerstedt wurden zur Ortschaft der neuen Hansestadt Osterburg (Altmark). In der eingeflossenen Gemeinde und nunmehrigen Ortschaft Ballerstedt wurde ein Ortschaftsrat mit vier Mitgliedern einschließlich Ortsbürgermeister gebildet.

### Einwohnerentwicklung

#### Ortsteil Ballerstedt
| Jahr | Einwohner |
| ---- | --------- |
| 2011 | [00]228   |
| 2012 | [00]222   |
| 2018 | [00]204   |
| 2019 | [00]203   |
| 2020 | [00]202   |
| 2021 | [00]186   |
| 2022 | [0]187    |
| 2023 | [0]182    |

#### Gemeinde Ballerstedt
| Jahr | Einwohner |
| ---- | --------- |
| 1946 | 616       |
| 1964 | 759       |
| 1971 | 444       |
| 1981 | 386       |
| 1993 | 365       |
| 2006 | 308       |

#### Gemeinde Groß Ballerstedt
| Jahr | Einwohner |
| ---- | --------- |
| 1734 | 168       |
| 1772 | 177       |
| 1790 | 166       |
| 1798 | 219       |
| 1801 | 210       |
| 1818 | 190       |

| Jahr | Einwohner |
| ---- | --------- |
| 1840 | 224       |
| 1864 | 312       |
| 1871 | 330       |
| 1885 | 282       |
| 1892 | [00]287   |
| 1895 | 302       |

| Jahr | Einwohner |
| ---- | --------- |
| 1900 | [00]292   |
| 1905 | 275       |
| 1910 | [00]284   |
| 1925 | 332       |
| 1939 | 381       |

Quelle, wenn nicht angegeben, bis 2006:

## Religion
Die evangelische Kirchengemeinde Ballerstedt, die früher zur Pfarrei Ballerstedt in Groß Ballerstedt gehörte, wird heute betreut vom Pfarrbereich Osterburg im Kirchenkreis Stendal im Bischofssprengel Magdeburg der Evangelischen Kirche in Mitteldeutschland.
Die Pfarrei Ballerstedt bestand damals aus der Kirchengemeinde Groß Ballerstedt mit Kirche und Orgel, der Kirchengemeinde Klein Ballerstedt mit Kirche und Orgel sowie aus der Tochterkirche Grävenitz mit Orgel.
Die ältesten überlieferten Kirchenbücher für Ballerstedt stammen aus dem Jahre 1681.
Die katholischen Christen gehören zur Pfarrei St. Anna in Stendal im Dekanat Stendal im Bistum Magdeburg.

## Politik

### Ortsbürgermeister
Ortsbürgermeister der Ortschaft ist Bernd Pudell.
Der letzte Bürgermeister der Gemeinde war Joachim Pierau.

### Ortschaftsrat
Die Ortschaftsratswahl am 26. Mai 2019 ergab das folgende Ergebnis:
Die Unabhängige Wählergemeinschaft UWG Ballerstedt errang alle Size. Gewählt wurde eine Ortschaftsrätin und drei Ortschaftsräte.
Die Wahlbeteiligung lag bei 53,3 Prozent.

## Kultur und Sehenswürdigkeiten
- Die Evangelische Dorfkirche Ballerstedt, ein Feldsteinbau, stammt aus dem 12. Jahrhundert.[27]
- Der Ortsfriedhof ist auf dem Kirchhof.
- Es gibt ein Dorfgemeinschaftshaus und eine Freiwillige Feuerwehr im Ort,[28] die vom Traditionsförderverein Ballerstedt e. V. unterstützt wird.[29]

## Wirtschaft und Infrastruktur
Das größte Unternehmen in der Ortschaft ist die Agrargenossenschaft eG Ballerstedt.

### Verkehrsanbindung
Ballerstedt liegt an der Landstraße von Bismark nach Osterburg. Im nahen Erxleben besteht Anschluss an die Bundesstraße 189. Von 1908 bis 1979 war Groß Ballerstedt Unterwegshalt der Bahnstrecke Stendal–Arendsee. Seit Einstellung dieser Strecke befindet sich der nächstgelegene Bahnhof im 9 Kilometer entfernten Osterburg an der Strecke Magdeburg–Wittenberge.
Es verkehren Linienbusse und Rufbusse von stendalbus.

## Sagen aus Ballerstedt

### Die großen Steine bei Ballerstedt
Jodocus Temme berichtet 1839 in der Sage Die großen Steine bei Ballerstedt über eine Schlacht, die zwei Markgrafen bei Groß und Klein Ballerstedt führten. An der Stelle sieht man „sieht man noch jetzt grausam große Steine, darunter die erschlagenen Wenden begraben sind“. „Einer der Haufen ist nicht weit davon auf den sogenannten Hasenäckern.“ Der Hasenacker ist heute ein Flurstück westlich von Ballerstedt. Beckman berichtete 1751 auch von den Steinen, war aber der Meinung, dass es „Heldenbetten“ seien, und er beschrieb auch diese Großsteingräber bei Ballerstedt. Hanns H. F. Schmidt erzählte 1994 dazu zwei Sagen unter dem Titel „Gräber unter den Steinen“ und „Die großen Steine“.

### Eine vergessene Stadt
Hanns H. F. Schmidt erzählte ebenfalls 1994: „Ballerstedt soll einstmals eine bedeutende Stadt gewesen sein.“… „Dort hätte ein Roland gestanden,… den man aber später an den Flecken Buch an der Elbe abtreten musste. Durch Kriegszüge sei Ballerstedt vollkommen verwüstet worden und hätte dadurch seine Bedeutung völlig verloren.“

### Die Frau mit dem Korb bei Groß Ballerstedt
Alfred Pohlmann überlieferte im Jahre 1901 die Sage von einer Frau, die zur Abend- und Nachzeit umgeht und einen Korb in der Hand trägt. Sie steht bei der Windmühle am Weg von Groß Ballerstedt nach Grävenitz. Ihre Spukgestalt machte die Pferde scheu. Pohlmann erkennt hierin die nordische Göttin Freya.

## Persönlichkeiten
- Julius Richter (1862–1940), Theologe